# Apoctena syntona
Apoctena syntona är en fjärilsart som först beskrevs av Edward Meyrick 1909b.  Apoctena syntona ingår i släktet Apoctena och familjen vecklare. Inga underarter finns listade i Catalogue of Life.